# Mujer llorando (Munch)
Mujer llorando es un motivo reiterado del pintor noruego Edvard Munch posiblemente concebido en el otoño de 1907: una mujer desnuda de pie con la cabeza gacha ante una cama. Este tema fue representado en cinco cuadros pintados entre 1907 y 1909. 

## Contexto
Munch permaneció en Warnemünde desde mediados de junio de 1907. A principios de septiembre se trajo desde Berlín dos modelos Rosa y Olga Meissner, que están representadas en el doble retrato Dos hermanas (1907).
Generalmente se considera que Rosa Meissner, a la que fotografió en una pose similar, sirvió de modelo a Munch.

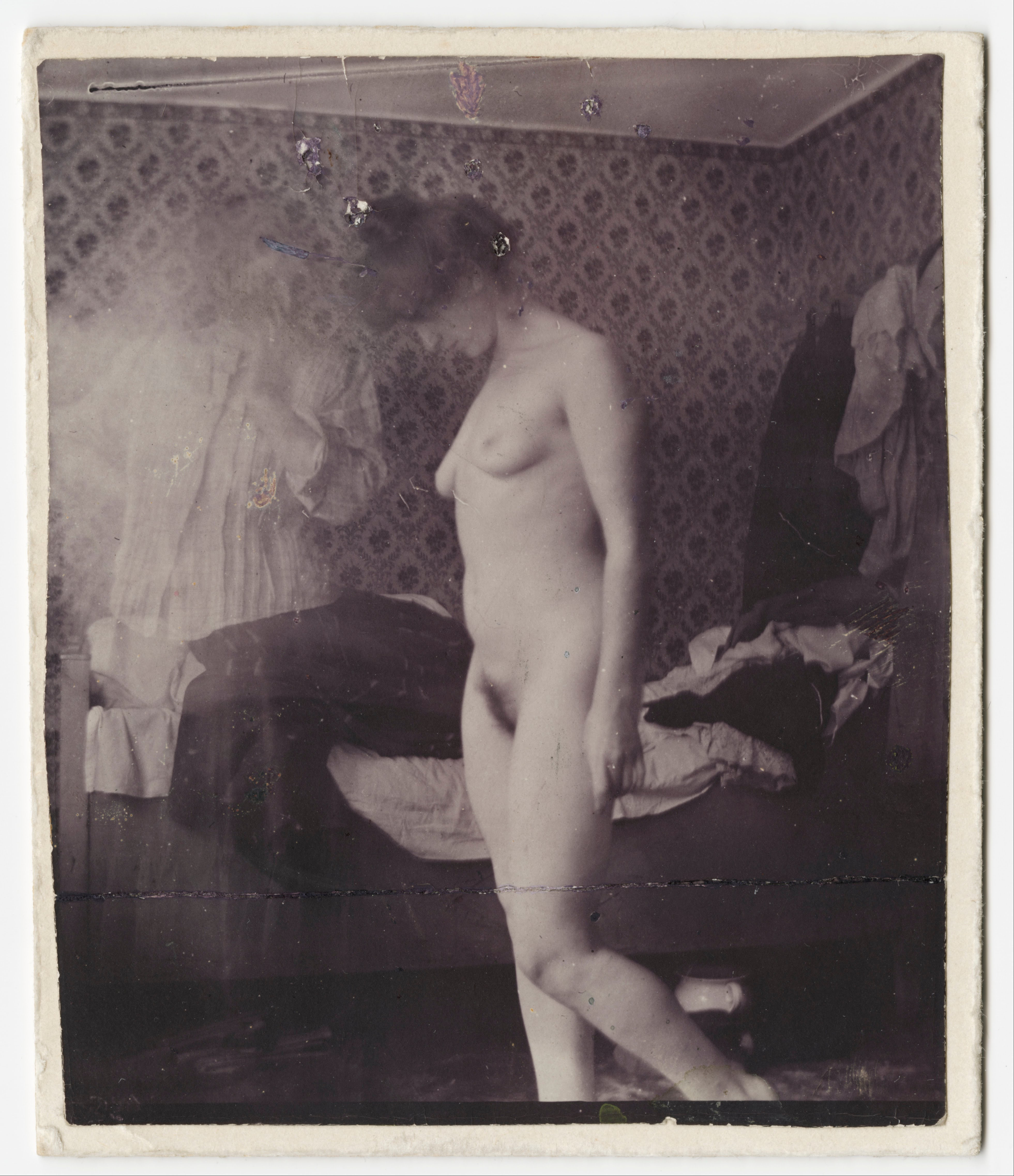
Rosa Meissner en el hotel Rohn de Warnemünde, 1907. Impresión en gelatina de plata 8,7 x 7,3 cm.

Una vista que he pintado una y otra vez es la de una mujer desnuda cerca de una cama. En algunas pinturas el cuerpo es hermoso. Ella se para frente a un torrente de luz contra una pared triste y sucia. Pero la mayor parte del tiempo, ella es, a pesar de su juventud, fea y destruida. En todas estas pinturas, la postura es la misma. Ella se aleja de la cama, la cabeza gacha, los brazos colgando. Los cabellos esconden el rostro. Esas son las impresiones que le quedan.